# Andriej Spiridonow
Andriej Władimirowicz Spiridonow, ros. Андрей Владимирович Спиридонов (ur. 21 maja 1986 w Ust-Kamienogorsku, Kazachska SRR) – kazachski hokeista, reprezentant Kazachstanu.

## Kariera
- Kazcynk-Torpedo 2 (1999-2000)
- Kazcynk-Torpedo (2000-2002)
- Jenbiek Ałmaty (2002-2003)
- Kazcynk-Torpedo (2003-2008)
- Barys Astana (2005-2006, 2008-2013)
  -  Barys Astana 2 (2009-2013)
  -  HK Astana (2011-2012)
  -  Nomad Astana (2013-2014)
- Kazcynk-Torpedo (2014-2015)
- Bejbarys Atyrau (2015-2016)
- Jertys Pawłodar (2016)
- Ałtaj Torpedo Ust-Kamienogorsk (2016)
- Bejbarys Atyrau (2016-2017)
- HK Ałmaty (2017-2018)
- Ałtaj Torpedo Ust-Kamienogorsk (2018-)
- HK Aktobe (2019-2020)
- HK Ałmaty (2020-)

Wychowanek i wieloletni zawodnik Torpedo Ust-Kamienogorsk. Od 2008 ponownie zawodnik klubu Barys Astana w rozgrywkach KHL. Od tego czasu występuje także w drużynie rezerwowej Barys 2, uczestniczącej w lidze narodowej i od 2013 działającej jako Nomad Astana. Kapitan tej drużyny. W połowie 2013 przedłużył kontrakt o rok. We wrześniu 2015 przeszedł do Bejbarysu Atyrau, w lipcu 2017 do HK Ałmaty, a w czerwcu 2018 do Ałtaju Torpedo Ust-Kamienogorsk. W połowie 2019 przeszedł do HK Aktobe, a w połowie 2020 ponownie do HK Ałmaty.
Uczestniczył w turniejach 2006, 2008, 2009, 2010, 2012, 2013, 2014, 2015.

## Sukcesy
Reprezentacyjne
- Awans do MŚ Elity: 2009, 2013, 2015

Klubowe
- Złoty medal mistrzostw Kazachstanu: 2001, 2002, 2004, 2005, 2007 z Kazcynk-Torpedo, 2016 z Bejbarysem Atyrau
- Brązowy medal mistrzostw Kazachstanu: 2003 z Jenbiekiem Ałmaty, 2008 z Kazcynk-Torpedo
- Srebrny medal mistrzostw Kazachstanu: 2006 z Kazcynk-Torpedo, 2011 z Barysem Astana 2, 2016 z Arłanem
- Trzecie miejsce w Pucharze Kontynentalnym: 2007/2008 z Kazcynk-Torpedo
- Puchar Kazachstanu: 2007 z Kazcynk-Torpedo

Indywidualne
- Liga kazachska 2004/2005:
  - Pierwsze miejsce w klasyfikacji kanadyjskiej: 25 punktów
  - Pierwsze miejsce w klasyfikacji +/-: +26
- Liga kazachska 2006/2007:
  - Pierwsze miejsce w klasyfikacji kanadyjskiej: 27 punktów (15 goli i 12 asyst)[7]